# Saint-Martin-de-Fraigneau
Saint-Martin-de-Fraigneau è un comune francese di 899 abitanti situato nel dipartimento della Vandea nella regione dei Paesi della Loira.

## Società

### Evoluzione demografica
Abitanti censiti